# 池田重教
池田 重教（いけだ しげたか）は、江戸時代前期の旗本。通称は治左衛門。

## 略歴
万治3年（1660年）、播磨国新宮藩主・池田薫彰の次男として誕生。母は戸川正安の娘。
寛文10年（1670年）、兄・邦照が13歳で若死したため、新宮藩は改易となったが、池田光政と池田光仲の幕府への嘆願によって、同年、旧領のうちから3千石の相続を許され寄合に列する。
元禄8年（1695年）、36歳で死去。実子の金次郎は早世しており、跡を養子の由道（池田由孝の子）が継いだ。

## 系譜
- 父：池田薫彰（1633-1663）
- 母：戸川正安の娘
- 正室：蕃子 - 池田恒元の娘
- 生母不明の子女
  - 男子：金次郎
- 養子
  - 男子：池田由道（1681-1743） - 池田由孝の子